# Centemopsis micrantha
Centemopsis micrantha är en amarantväxtart som beskrevs av Emilio Chiovenda. Centemopsis micrantha ingår i släktet Centemopsis och familjen amarantväxter. Inga underarter finns listade i Catalogue of Life.